# Brouwerij Dreher
Brouwerij Dreher (Hongaars: Dreher Sörgyárak Zrt.) is een Hongaarse brouwerij te Boedapest.

## Geschiedenis
De Kőbánya-brouwerij (Kőbányai Serház) werd opgestart in het midden van de negentiende eeuw in Pest-Buda nabij de rivier  de Donau. In 1862 werd de brouwerij gekocht door Anton Dreher. Hij kocht ook een aantal stukken land voor verdere uitbreiding. Door zijn dood in 1863 was het zijn zoon Anton Dreher jr., pas veertien jaar oud, die zijn vaders plannen moest verwezenlijken. Pas in 1870 kon hij de vier Dreher-brouwerijen (Schwechat, Kőbánya, Triest en Michelob) overnemen. De brouwerij groeide uit tot de grootste van het land. Zijn zoon Jenő bouwde in het begin van de twintigste eeuw door overnames de brouwerij verder uit en veranderde de naam in 1933 in Dreher-Haggenmacher Eerste Brouwerij-Coöperatieve (Dreher-Haggenmacher Első Maygar Részvény Serfőzde). Hun bier Dreher werd wereldwijd bekend. De brouwerij domineerde de Hongaarse biermarkt tot aan de Tweede Wereldoorlog. 
Na de wereldoorlog werd de brouwerij snel terug opgestart en vanaf maart 1948 werden alle brouwerijen staatseigendom. In 1949 werd de Dreher-Haggenmacher Eerste Brouwerij-Coöperatieve (Dreher-Haggenmacher Első Maygar Részvény Serfőzde) gefuseerd met de Municipal Brewery, de Export Hungarian Malt Factory en de Kanizsa Royal Brewery. Zo ontstond de huidige Brouwerij Kőbánya (Kőbánya Sörgyárak Nemzeti Vállalat).
Na de val van het communisme en de daarop volgende privatisering werd de brouwerij eigendom van  South African Breweries (nu SABMiller) in 1993 en kreeg de naam Dreher Sőrgyárak Zrt. (Brouwerij Dreher). In december 2016 werden de Oost-Europese activiteiten van AB InBev (inmiddels gefuseerd met SABMiller) overgenomen door de Japanse Asahi Group Holdings voor een bedrag van 7,3 miljard euro, waaronder de merken als Tyskie, Lech (Polen), Pilsner Urquell (Tsjechië), Ursus (Roemenië) en Dreher.

## Bieren
- Dreher Classic
- Dreher Bak
- Dreher 24 (alcoholvrij)
- Arany Ászok
- Arany Ászok Alkoholmentes (alcoholvrij)
- Kőbányai Világos

### Geïmporteerde bieren
- Pilsner Urquell
- Miller Genuine Draft

### Onder licentie
- Kozel
- Hofbräu